# حرب باراغواي الأهلية (1922)
وقعت حرب باراغواي الأهلية (1922) بين 27 مايو 1922 و10 يوليو 1923 ضمن الأراضي البارغوانية، وبدأت أحداثها عندما حاول أنصار المرشح أدولفو تشيريفي إعادة الانتخابات الرئاسية، التي ألغاها الرئيس أوزيبيو أيالا، بالقوة. مثّل تشيريفي وقواته ما يسمى بالجانب الدستوري أو الشايريري المؤيد أيديولوجيًا للسياسي الليبرالي إدواردو شايرير، في حين سُميت القوات تحت قيادة أيالا بالموالين أو الغوندريين الذين يتعهدون أيديولوجيًا بالولاء للرئيس السابق مانويل غوندرا. انتهى الصراع عندما هزمت قوات الغوندريين الجيش الشايريري في أسونسيون.

## خلفية
دخلت الحركة الليبرالية في باراغواي فترة من عدم الاستقرار والاقتتال بين الفصائل في أعقاب ثورة 1904، إذ تولى 15 رئيسًا من رؤساء باراغواي مهامهم بين عامي 1904 و1922، وقد رسخ انقلابي عامي 1908 و1910 انقسام الليبراليين الباراغوانيين إلى فصائل «الراديكاليين» و«السيفيكوس». تصاعد انقسام آخر للفصيل الراديكالي إلى فصيلين فرعيين بقيادة مانويل غوندرا وإدواردو شايرير على التوالي، تدريجيًا إلى حرب أهلية واسعة النطاق.
فاز غوندرا في الانتخابات الرئاسية لعام 1920، فحاول شايرير على الفور تقويض فوزه من خلال إجبار وزير الداخلية خوسيه غوغياري، أهم مؤيدي غوندرا، على الاستقالة. استقال غوندرا نفسه بعد رفضه إقالة غوغياري، بسبب ظهور انقسام في القوات المسلحة في باراغواي. نصّب البرلمان السناتور أوزيبيو أيالا، المؤيد المعتدل لغوندرا كرئيس مؤقت للبلاد، بعد رفض نائب الرئيس فيليكس بايفا تولي المنصب.
اندلعت أزمة أخرى عندما أصبح أدولفو تشيريفي، أحد أنصار شايرير، مرشحًا للرئاسة. حشد تشيريفي ما يكفي من الدعم من حزب كولورادو إلى جانب نسبة كبيرة من المؤيدين في الحزب الليبرالي لضمان فوزه في الانتخابات المقبلة. عندما رد أيالا بعرقلة تنفيذ الانتخابات، حاول أنصار شايرير إعادة العملية الانتخابية بالقوة.

## الصراع
بلغ مجموع القوات التابعة للمناطق العسكرية الأولى والثانية والرابعة 1700 رجل، متحدين تحت راية الجيش الدستوري، معلنين ولائهم لشايرير. على الطرف الآخر، تعهدت العناصر الموالية لبحرية باراغواي وحاميات منطقة أسونسيون الأوسع بالولاء لغوندرا. أمر أدولفو تشيريفي أنصاره العسكريين والمدنيين في باراغواري بشن هجوم على العاصمة في 27 مايو 1922، بعد فشل أسبوعين من المفاوضات بين الجانبين، وعليه فقد بدأت الحرب الأهلية. وصل الدستوريون إلى أسونسيون في 9 يونيو بعد مرورهم عبر لوكي، وكان الغوندريون قد حشدوا بحلول هذا الوقت 600 جندي نظامي بالإضافة إلى 1000 عضو من نقابة عمال البحرية النقابية اللاسلطوية. اضطر الشايراريين للتخلي عن حصار الضواحي المحصنة على الرغم من انتصارهم المحدود حتى ذلك الوقت، ثم وقعت معارك في بيرايو وياغوارون ما أدى إلى تراجع الشايراريين إلى باراغواري في 14 يونيو.
ألقت الطائرة أرمسترونج ويتوورث إف كيه 8 بعض المنشورات على باراغواري، قبل أن تشن غارتين عليها بين 28 و29 يونيو 1922، ولكنها قصفت في 3 يوليو عن طريق الخطأ عربات قطار كانت تؤوي جنودًا مسجونين رفضوا الانضمام إلى الجيش الدستوري، ما أدى إلى مقتل وجرح العديد من السجناء. أُسقطت الطائرة في 8 يوليو 1922 فوق بيرايتش، ما أدى إلى مقتل الطيار البريطاني سيدني ستيوارت.
بدأ الشايريريون إجلاء قواتهم من باراغواري إلى فيلاريشا في أعقاب خسارة بيرايش وياغوارون في 14 يوليو، واجتاح الموالون مراكز الدستوريون في إيبتيمي وسابوكاي بين 23 و24 يوليو. واصل الغوندريون تقدمهم، واستولوا على إيتابي وساليتري كوي، واستطاعوا اجتياح فيلاريشا دون إطلاق رصاصة واحدة في 31 يوليو. تغيرت السيطرة على مدينة سان إستانيسلاو عدة مرات نتيجة المناوشات مع الفرسان المعارضين في المنطقة خلال أوائل أغسطس. انتقلت طائرات غوندريستا إلى فيلاريشا، معززةً بالعديد من قدامى المحاربين الإيطاليين في الحرب العالمية الأولى بما في ذلك كوزيمو داميانو ريزوتو، ما كثف مهام الاستطلاع والقصف التي أدتها، في حين قصفت الطائرة الدستورية أنسالدو إس في إيه. 5 مدينة ساليتر-كوي في 5 سبتمبر. أقلعت بعد ذلك طائرة من طراز غوندريستا، يقودها الطيار البريطاني باتريك هاسيت، لمواجهة أنسالدو إس في إيه، ما أجبرها على التراجع إلى كانجو، في اشتباك يعتبر أول قتال جوي مسجل في أمريكا الجنوبية. هاجمت طائرة دستورية أخرى من طراز إس في إيه. 5 ساليتري- كوي في اليوم التالي، قبل يجبرها هايست على الهبوط بالقرب من كانغو بعد معركة جوية مكثفة، ما جعله أول طيار يسقط طائرة عدو فوق أمريكا الجنوبية. قام الطيار الإيطالي نيكولا بو بإسقاط طائرة متمردة أخرى في 25 سبتمبر، لكنه اضطر للعودة إلى جزيرة ألتا بعد نفاد ذخيرته.
استمر القتال حتى أواخر أكتوبر وأوائل نوفمبر، حيث سقطت إيسلا ألتا وكانغو تحت سيطرة الغوندريون، وتحصن الشايريريون في منطقة كاي بوينتي كورونيل بوغادو على بعد 30 كيلومترًا شمال غرب إنكارناسيون. سارت مفرزة موالية إلى كاي بوينتي في 13 نوفمبر، بينما شنت مجموعة ثانية هجومًا مفاجئًا على مؤخرة قوات الحرس الدستوري، ما أدى إلى أسر كارمن ديل بارانا. استولى الغوندريون على معقل الشايريريون في كاي بوينتي بعد ثلاثة أيام من الهجوم، ولكن تمكن العديد من الدستوريين من الفرار من الاحتجاز، وأعادوا تنظيم أنفسهم للانتقال شمالًا نحو العاصمة غير المحمية. أوقف الغوندريون تقدم الشايريريين بواسطة القطارات. هُزم الغوندريون بعد قتال عنيف في باراغواري وبيريبيبوي وتراجعوا إلى ما بعد كاراياو.
شن الشايريريون هجومهم الأول بعد ثلاثة أشهر في 18 مارس 1923، واستولوا على فيلاريشا المحمية. نصب الدستوريون كمينًا لقافلة إمداد مؤلفة من 20 عربة في بانيتي، ما أسفر عن مقتل ما يقرب من 500 جندي، وبعد وفاة القائد العام للقوات الشيوعية أدولفو تشيريفي بسبب الالتهاب الرئوي في 18 مايو، بدأ القائد المنتخب حديثًا بيدرو ميندوزا هجومًا على أسونسيون. دخلت قوات ميندوزا في 9 يوليو 1923 العاصمة، مرورًا بمناطق الغابات الكثيفة في كارابيجوا وإيتا وسان لورينزو دون مواجهة مقاومة تُذكر. شن الموالون هجومًا مضادًا على العاصمة من الشمال بعد يوم واحد فقط، ما أدى إلى هزيمة الشايريريين وإنهاء الحرب بشكل تام.